# Joseph F. Johnston

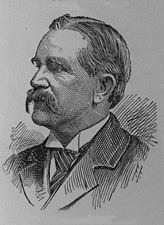
Joseph F. Johnston

Joseph Forney Johnston (* 23. März 1843 in Lincoln County, North Carolina; † 8. August 1913 in Washington D.C.) war ein US-amerikanischer Politiker, der 30. Gouverneur von Alabama sowie US-Senator. Er war Mitglied der Demokratischen Partei.

## Frühe Jahre und politischer Aufstieg
Joseph Forney Johnston, Sohn von Dr. William und Nancy Johnston, besuchte öffentliche Schulen und zog dann 1860 nach Talladega, Alabama, wo er auf die Highschool ging. Johnston verpflichtete sich 1861 als Private in der Armee der Konföderiertenstaaten und wurde dann Captain der 12. North Carolina Infanterie. Er wurde vier Mal in Schlachten verwundet.
Nach dem Krieg studierte er Jura in Jacksonville, Alabama, erhielt 1866 seine Zulassung als Anwalt und eröffnete eine eigene Anwaltspraxis in Selma. 1884 zog er nach Birmingham und war dort für zehn Jahre Präsident der Staatsbank von Alabama. Ferner wurde er 1887 Präsident der Sloss Iron and Steel Company und Vorsitzender des Alabama State Democratic Executive Committee.

## Gouverneur von Alabama
Johnston wurde am 3. August 1896 zum Gouverneur von Alabama gewählt und am 1. Dezember 1896 vereidigt. Am 1. August 1898 wurde er für eine zweite Amtszeit wiedergewählt. Während seiner Amtszeiten als Gouverneur wurde das Versicherungsministerium (Department of Insurance) gegründet, das Amt des staatlichen Bergwerkinspektors (State Mine Inspector) geschaffen und eine Steuerkommission gegründet, um die Steuerbescheide anzugleichen. Ferner wurde ein Gesetz verabschiedet, das Kindern unter 14 Jahren sowie Frauen die Arbeit in gefährlichen Jobs untersagte und der Export von Eisen in ausländische Staaten nahm zu. 1898 wurde die Alabama Industrial School zur Verbesserung und Fürsorge für weiße verwaiste und schwer erziehbare Kinder gegründet.

## Weiterer Lebenslauf
Johnston verließ am 1. Dezember 1900 sein Amt und wurde 1907 als Nachfolger von Edmund Pettus in den US-Senat gewählt, wo er bis zu seinem Tod verblieb. Er verstarb am 8. August 1913 an einer Lungenentzündung und wurde auf dem Elmwood Cemetery in Birmingham beigesetzt. Ferner war er mit Theresa Virginia Hooper verheiratet, das Paar hatte drei gemeinsame Kinder.